# Быков, Владимир Иванович (депутат)
Владимир Иванович Быков (род. 8 июля 1954, Поныровский район, Курская область) — российский политический деятель. Депутат Государственной Думы третьего (1999—2003) и четвёртого (2003—2007) созывов.

## Биография
В 1977 году окончил Курский политехнический институт. В 1978 году — аспирантура Академии общественных наук при ЦК КПСС. Кандидат экономических наук.
В 1997 году избран депутатом Курского городского собрания. В 1998 году — председатель постоянной комиссии собрания по вопросам экономической политики.
В 1999 году был вновь избран депутатом Курского городского собрания. В 1999 году — председатель Курского городского собрания.

### Депутат госдумы
В 1999 году избран депутатом Государственной Думы РФ третьего созыва по общефедеральному списку избирательного блока «Единство» («Медведь»). С 2000 по 2001 год — член Комитета Государственной Думы по промышленности, строительству и наукоемким технологиям. В 2001 году — заместитель председателя Комитета по аграрным вопросам.
В апреле 2007 года стал депутатом Государственной Думы ФС РФ четвёртого созыва (ЦИК РФ принял решение о передаче Быкову мандата депутата ГД РФ Дмитрия Сивиркина, который избрался в Самарскую губернскую думу, Постановление ЦИК РФ от 6 апреля 2007 г. № 2/8-V).